# Stati italiani nell'era napoleonica

L'Italia in epoca napoleonica (1810)

Suddivisione politica dell'Italia dal 1796 al 1814:
- Regno di Sardegna; mentre l'isola di Sardegna non venne mai conquistata dai francesi e ospitó i sovrani della dinastia sabauda dal 1799 al 1814 diverso destino ebbero i territori sabaudi di terraferma . Il principato di Piemonte divenne Repubblica Piemontese dal 1798 al 1799 e, dopo un periodo di regno sabaudo restaurato nel 1799-1800, Repubblica Subalpina dal 1800 al 1802, per poi essere annesso alla Francia.  Il ducato di Savoia e la contea di Nizza vennero invece annessi all’impero.
- Repubblica di Alba (1796), la repubblica durò 2 giorni, fino alla firma dell'Armistizio di Cherasco; tornò poi ai Savoia e il suo territorio seguì le vicende del Piemonte
- Repubblica di Asti, la repubblica durò 3 giorni, dal 28 luglio al 30 luglio 1797 e il suo territorio seguì le vicende del Piemonte
- Repubblica Ligure (nata nel 1797 e annessa alla Francia nel 1805)
- Ducato di Parma e Piacenza (amministrato dalla Francia dal 1801/1802 e annesso nel 1808)
- Repubblica Reggiana (1796), divenne in seguito Repubblica Cispadana
- Repubblica Bolognese (1796), annessa alla Repubblica Cispadana
- Repubblica Cremasca (1797), incorporata poi nella Repubblica Cisalpina
- Repubblica Transpadana (1796-1797), incorporata poi nella Repubblica Cisalpina
- Repubblica Cispadana (1796-1797), incorporata poi nella Repubblica Cisalpina
- Repubblica Cisalpina (dal 1797 al 1802; Repubblica Italiana dal 1802 al 1805, Regno d'Italia dal 1805 al 1814)
- Granducato di Toscana (governo provvisorio della Toscana brevemente nel 1799, Regno di Etruria dal 1801 al 1807 ai Borbone-Parma, annesso alla Francia dal 1807 al 1814)
- Repubblica di Lucca (Repubblica democratica di Lucca nel 1799 e dal 1800 al 1805, poi unita con Piombino a formare il Principato di Lucca e Piombino esistito fino al 1815)
- Principato di Piombino (annesso alla Francia dal 1801/1803 al 1805, poi unito con Lucca a formare il Principato di Lucca e Piombino esistito fino al 1815)
- Principato di Lucca e Piombino (1805-1815)
- Ducato di Guastalla (amministrato dalla Francia dal 1802 assieme a Parma e Piacenza, successivamente il titolo di Duca di Guastalla fu di Camillo Borghese dal 1805 al 1813, mentre il territorio divenne parte del Regno d'Italia)
- Ducato di Massa e Carrara (confluito nella Repubblica Cisalpina nel 1797, poi Repubblica italiana e Regno italico; parte del Principato di Lucca e Piombino dal 1806 al 1814 e quindi governato da Elisa Bonaparte )
- Repubblica di San Marino
- Stato dei Presidi (fino al 1801, quando passa al Regno d'Etruria di cui seguirà le sorti)
- Stato della Chiesa (Repubblica Romana dal 1798 al 1799, Papato ripristinato dal 1799 al 1808, annesso alla Francia dal 1808 al 1814)
- Repubblica Anconitana (1797-1798), poi unita alla Repubblica Romana
- Repubblica Tiberina (1798), capitale Perugia, poi unita alla Repubblica Romana
- Regno di Napoli (Repubblica partenopea nel 1799, regno napoleonico di Napoli dal 1806 al 1815)
- Principato di Pontecorvo (a Bernadotte dal 1806 al 1810 e a Luciano Murat dal 1812 al 1815)
- Principato di Benevento (a Talleyrand dal 1806 al 1814)
- Regno di Sicilia
- Malta (Cavalieri Ospitalieri fino al 1798, poi alla Francia 1798-1800, poi al Regno Unito)
- Repubblica di Ragusa (nel 1808 aggregata al Regno italico come già il resto della Dalmazia nel 1805/1806, passò poi alle Province Illiriche nel 1809 e in seguito all'Impero austriaco)
- Principato dell'Isola d'Elba (a Napoleone dal 1814 al 1815)